# Ommata moraguesi
Ommata moraguesi är en skalbaggsart som först beskrevs av Tavakilian och Peñaherrera 2003.  Ommata moraguesi ingår i släktet Ommata och familjen långhorningar. Inga underarter finns listade i Catalogue of Life.